# Liste der Kulturdenkmale in Waldbillig
In der Liste der Kulturdenkmale in Waldbillig sind alle Kulturdenkmale der luxemburgischen Gemeinde Waldbillig aufgeführt (Stand: 15. Juli 2025).

## Kulturdenkmale nach Ortsteil

### Christnach
| Bild                                                  | Bezeichnung                                           | Lage                            | Beschreibung | Stufe | Eingetragen seit  |
| ----------------------------------------------------- | ----------------------------------------------------- | ------------------------------- | ------------ | ----- | ----------------- |
| Gebäude                                               | Gebäude                                               | 12, Fielserstrooss (Karte)      |              | PCN   | 5. Juni 2007      |
| Schloss Christnach                                    | Schloss Christnach                                    | 5, Fielserstrooss (Karte)       |              | PCN   | 13. November 2009 |
| Mühle mit Kanal („Ueligsmillen“)                      | Mühle mit Kanal („Ueligsmillen“)                      | (Karte)                         |              | PCN   | 6. September 2018 |
|                                                       | Bauernhof                                             | 2, A Frongelt (Karte)           |              | PCN   | 20. Januar 2023   |
| Bauernhof („Haus Muller“) mit Platz, Garten und Wiese | Bauernhof („Haus Muller“) mit Platz, Garten und Wiese | 5, rue de Mullerthal (Karte)    |              | IS    | 4. November 1987  |
| Bauernhof                                             | Bauernhof                                             | 2, Moellerdallerstrooss (Karte) |              | IS    | 22. Juni 2007     |
| Bauernhof                                             | Bauernhof                                             | 3, Moellerdallerstrooss (Karte) |              | IS    | 22. Juni 2007     |

### Freckeisen
| Bild | Bezeichnung | Lage               | Beschreibung | Stufe | Eingetragen seit |
| ---- | ----------- | ------------------ | ------------ | ----- | ---------------- |
|      | Gebäude     | Haus Nr. 3 (Karte) |              | PCN   | 1. August 2022   |

### Haller
| Bild     | Bezeichnung | Lage                             | Beschreibung | Stufe | Eingetragen seit   |
| -------- | ----------- | -------------------------------- | ------------ | ----- | ------------------ |
| Gebäude  | Gebäude     | 14, rue du Hallerbach (Karte)    |              | PCN   | 26. September 2007 |
| Gebäude  | Gebäude     | 17, rue du Hallerbach (Karte)    |              | PCN   | 26. Oktober 2007   |
| Wohnhaus | Wohnhaus    | 15, rue du Hallerbach (Karte)    |              | IS    | 14. Dezember 2006  |
|          | Gebäude     | 21–23, rue du Hallerbach (Karte) |              | IS    | 31. Mai 2018       |

### Hallerbach
siehe Liste der Kulturdenkmale in Befort

### Waldbillig
| Bild           | Bezeichnung                                                             | Lage                          | Beschreibung | Stufe | Eingetragen seit  |
| -------------- | ----------------------------------------------------------------------- | ----------------------------- | ------------ | ----- | ----------------- |
| Weitere Bilder | Kirche Sts-Pierre-et-Paul mit historischer Ausstattung                  | rue André Hentges (Karte)     |              | PCN   | 21. Juni 2017     |
| Weitere Bilder | Archäologische Fundstätte „Heringerbësch“ und Burgruine „Heringerbuerg“ | (Karte)                       |              | PCN   | 11. Juni 2021     |
| Weitere Bilder | „Schéissendëmpel“                                                       | (Karte)                       |              | PCN   | 11. Februar 2022  |
| Wohnhaus       | Wohnhaus                                                                | 3, rue Michel-Rodange (Karte) |              | IS    | 5. September 1999 |
| Gebäude        | Gebäude                                                                 | 8, rue de la Montagne (Karte) |              | IS    | 29. Dezember 2017 |

Legende: PCN – Immeubles et objets bénéficiant des effets de classement comme patrimoine culturel national; IS – Immeubles et objets inscrits à l’inventaire supplémentaire

## Quelle
- Liste des immeubles et objets beneficiant d’une protection nationales, Nationales Institut für das gebaute Erbe, Fassung vom 12. September 2022, S. 131 f. (PDF)

- Karte mit allen Koordinaten:
- OSM |
- WikiMap

Bad Mondorf |
Bartringen |
Bauschleiden |
Bech |
Beckerich |
Befort |
Berdorf |
Bettemburg |
Bettendorf |
Betzdorf |
Bissen |
Biwer |
Burscheid |
Bous-Waldbredimus |
Clerf |
Colmar-Berg |
Consdorf |
Contern |
Dalheim |
Diekirch |
Differdingen |
Dippach |
Düdelingen |
Echternach |
Ell |
Ernztalgemeinde |
Erpeldingen an der Sauer |
Esch an der Alzette |
Esch an der Sauer |
Ettelbrück |
Fels |
Feulen |
Fischbach |
Flaxweiler |
Frisingen |
Garnich |
Goesdorf |
Grevenmacher |
Grosbous-Wahl |
Habscht |
Heffingen |
Helperknapp |
Hesperingen |
Junglinster |
Käerjeng |
Kayl |
Kehlen |
Kiischpelt |
Koerich |
Kopstal |
Lenningen |
Leudelingen |
Lintgen |
Lorentzweiler |
Luxemburg |
Mamer |
Manternach |
Mersch |
Mertert |
Mertzig |
Monnerich |
Niederanven |
Nommern |
Parc Hosingen |
Petingen |
Préizerdaul |
Pütscheid |
Rambruch |
Reckingen/Mess |
Redingen/Attert |
Reisdorf |
Remich |
Roeser |
Rosport-Mompach |
Rümelingen |
Saeul |
Sandweiler |
Sassenheim |
Schengen |
Schieren |
Schifflingen |
Schüttringen |
Stadtbredimus |
Stauseegemeinde |
Steinfort |
Steinsel |
Strassen |
Tandel |
Ulflingen |
Useldingen |
Vianden |
Vichten |
Waldbillig |
Walferdingen |
Weiler zum Turm |
Weiswampach |
Wiltz |
Winseler |
Wintger |
Wormeldingen